# Glycaspis amplificata
Glycaspis amplificata är en insektsart som beskrevs av Moore 1961. Glycaspis amplificata ingår i släktet Glycaspis och familjen rundbladloppor. Inga underarter finns listade i Catalogue of Life.